# Soare și umbră
Soare și umbră (titlul original: în bulgară Слънцето и сянката, transliterat: Slănțeto i seankata) este un film dramatic bulgar, realizat în 1962 de regizorul Ranghel Vălceanov, protagoniști fiind actorii Gheorghi Naumov, Anna Pruțnal, Ranghel Vălceanov și Gustaw Holoubek. 

## Rezumat
Un băiat și o fată se întâlnesc pe plaja de pe malul mării. Ea a venit din Occident și era fiica unui fizician atomic afectat de cancer. El este nativ, fiu de arhitect. Ea trăiește cu amenințarea constantă a războiului nuclear în minte. El crede în rațiune și viitor. Jocurile pe plajă și glumele, starea de spirit veselă nu pot fi afectate de pericolul care se profilează al unui posibil viitor război. Dragostea și viața vor învinge forțele întunericului.

## Distribuție
- Gheorghi Naumov – băiatul
- Anna Pruțnal – fata
- Ranghel Vălceanov – omul pe plajă
- Gustaw Holoubek – actorul celebru
- Valentina Borusova – mama lui Alioșa
- Gheorghi Prnkov – clovnul
- Bogumil Kobiela –

## Lansare
Filmul a fost prezentat în premieră la Festivalul de Film de la Karlovy Vary la 24 iulie 1962.
În România premiera filmului a avut loc în seara zilei de 7 septembrie 1962 la cinematograful „Patria” din capitală în cadrul unui spectacol de gală organizat cu prilejul celei de-a 18-a aniversări a Bulgariei de sub fascisti. La gală a participat și regizorul filmului, Ranghel Petrov Vălceanov, iar filmul a avut un frumos succes. Din ziua următoare filmul a rulat paralel și la cinamatograful „Elena Pavel” și la „Grădina Elena Pavel”.

## Premii și nominalizări
S-au acordat următoarele premii și nominalizări
- 1962 Festivalul de la Karlovy Vary
  - Premiul FIPRESCI pentru Rangel Vălceanov
  - Nominalizare la Marele Premiu - Globul de Cristal (Karlovy Vary) pentru cel mai bun lungmetraj regizorului Rangel Vălceanov

- 1962 – Festivalul național de Film bulgar „Trandafirul de aur” (în bulgară Златна роза)
  - Premiul „Trandafirul de aur” pentru Cel mai bun regizor, lui Rangel Vălceanov
  - Premiul „Trandafirul de aur” pentru Cea mai bună coloană sonoră lui Simeon Pironkov
  - Premiul „Trandafirul de aur” pentru Cel mai bun scenariu, lui Valeri Petrov